# Direct Rendering Manager
Il Direct Rendering Manager (DRM) è una componente dell'infrastruttura del rendering diretto (DRI - Direct Rendering Infrastructure), un sistema che permette di utilizzare efficientemente l'accelerazione video (soprattutto quella legata al 3D) nei sistemi Unix-like.
Consiste di due moduli all'interno del kernel che fungono da driver, un driver generico DRM ed un driver specifico per la scheda video. Questi driver permettono ad un'applicazione in userspace di accedere direttamente all'hardware video.

## Il driver generico del DRM
Spesso quando si parla di DRM, si intende il driver del DRM, in questa seconda parte ci si riferirà al driver DRM usando semplicemente la sigla DRM.

### DRM ed integrazione nel sistema
Il DRM è strettamente legato alle seguenti componenti che si possono trovare all'interno del sistema:
1. Il DMA (Direct Memory Access) o accesso diretto alla memoria.
2. Il gestore della memoria dell'AGP (Accelerated Graphics Port).
3. Il blocco delle risorse.
4. L'accesso sicuro all'hardware.

Le prime due componenti vengono utilizzate per la comunicazione con l'hardware.
La terza viene utilizzata per condividere il dispositivo video, infatti ci sono numerosi processi che potrebbero voler accedere all'hardware che gestisce la grafica, questo significa che il sistema deve poter bloccare l'accesso ad una determinata risorsa quando questa è in uso, cioè garantire la mutua esclusione.
L'ultima serve a proteggere l'hardware da un eventuale codice malevolo, visto che teoricamente qualsiasi processo in userspace può usufruire del dispositivo come preferisce (c'è la possibilità di una privilege escalation)

### Il ruolo del DRM nel DRI
Il DRM occupandosi della gestione, supporta il DRI in molti modi, la maggior parte dei quali usando le componenti citate sopra.

#### La mutua esclusione
Il DRM si occupa di far entrare in modalità sequenziale tutti quei processi che potrebbero voler accedere all'hardware grafico. Tuttavia il DRM non evita soltanto che due processi tentino di scrivere dati nel dispositivo in contemporanea, ma anche che un processo possa leggere dei dati incoerenti da esso.
È da notare che non tutti i programmi richiedono un accesso diretto, ad esempio molti programmi 2D passano per un gestore intermediario.

### Politiche di sicurezza
Il DRM gestisce anche le politiche di sicurezza quando un determinato processo non ha i privilegi necessari per mappare le regioni di memoria dell'hardware grafico su /dev/mem. 
Il DRM permette ad un processo client di mappare delle zone di memoria del dispositivo video con alcune restrizioni:
- Il client può mappare solo le regioni di memoria che gli appartengono, questo forza il client ad obbedire alle politiche di sicurezza che gli vengono imposte dal server X (come xauth un'applicazione che si occupa delle Autorizzazioni X Window).
- Il client può solo mappare le regioni se riesce ad accedere a /dev/drm, quindi l'amministratore può decidere se permettere ad un certo utente di accedere alle funzioni di rendering diretto. Per fare ciò un utente deve far parte di un gruppo specificato nel file di configurazioni XF86Config.
- Il client può solo mappare le regioni che il server X gli permette di mappare, infatti oltre a bloccare le zone che non gli appartengono direttamente, il server può decidere di restringere l'accesso a certe zone di memoria, ad esempio rendendole di sola lettura, in modo da poterci inserire dei dati sensibili (come ad esempio i dati relativi all'avvio del DMA).

#### Accesso ai dati
Il DRM utilizza in una modalità ottimizzata il DMA, Il migliore throughput è permesso dai seguenti fattori:
1. Il server X può specificare un insieme di diverse dimensioni del buffer che desidera allocare ed in seguito bloccare.
2. Il client può mappare questi buffer usando un indirizzamento virtuale (tramite le API DRM).
3. Il client può riservare alcuni di questi buffer all'uso tramite DRM, ad esempio per riempirlo con dei dati e chiedere al DRM di inviare tali dati all'hardware grafico. (Di solito i buffer più piccoli vengono usati per assicurarsi che il server X possa ottenere il blocco durante i trasferimenti consecutivi tra buffer ed il dispositivo grafico, in tal modo il server diviene maggiormente reattivo).
4. Il DRM gestisce una coda di buffer del DMA per ogni contesto GLXContext dell'OpenGL, e si accorge quando è necessario uno switch. Quando risulta necessario cambiare contesto, si tenta di usare un driver specifico (in kernel-space), se questo non è disponibile si ritorna al server X che possiede un metodo generico per il GLXContext switching. Infine il DRM si occupa anche di schedulare le richieste ai vari buffer per evitare di eseguire cambi di contesto inutili.
5. Il sistema DMA è generico nel senso che un server X può ottenere delle informazioni in tempo reale ed in seguito richiedere quali operazioni può eseguire sull'hardware presente nella macchina. Il server X si accorge di quale hardware è collegato e decide con quali modalità renderlo disponibile. Questo facilita l'utilizzo di eventuali nuovi dispositivi grafici tramite DRI, permettendo successivamente di usare un driver specifico che possa migliorarne le prestazioni.